# Armstrong Siddeley Beta
L’Armstrong Siddeley Beta était un moteur-fusée à ergols liquides britannique de la fin des années 1940, qui devait propulser les premiers avions supersoniques du pays.

## Historique
Le Miles M.52, le candidat britannique au vol supersonique, fut abandonné en 1946, en raison d'incertitudes concernant le potentiel de poussée de son turboréacteur et les risques du vol supersonique piloté. Un modèle à échelle réduite fut ensuite construit par Vickers, propulsé par un « moteur chaud » à peroxyde d'hydrogène de 362 kgp développé par le Rocket Propulsion Establishment (en) à Westcott, Buckinghamshire, et dérivé du moteur allemand Walter HWK 109-509 qui propulsait le Messerschmitt Me 163 pendant la Seconde Guerre mondiale. Cela lança également la conception des moteurs suivants Beta, puis Delta.
En octobre 1948, le Vickers Transonic vola à Mach 1,5 en vol en palier à 10 668 m (35 000 ft).
Afin de réduire les risques avec les moteurs provenant d'un seul constructeur, d'autres fabricants furent autorisés à travailler avec le peroxyde d'hydrogène. Ainsi, en 1952, Napier & Son proposèrent leurs moteurs NRE.17 pour des essais de missiles, issus du développement du Beta.

## Caractéristiques
Comme le HWK 109-509 allemand dont il était dérivé, le Beta utilisait un mélange hypergolique de peroxyde d'hydrogène et de « C-Fuel », qui n'était autre que du « C-Stoff », composé de méthane et d'hydrate d'hydrazine. Les ergols étaient amenés dans la chambre de combustion par des turbopompes entraînées par un générateur de gaz. Le moteur disposait de deux chambres.

## Versions
- Beta I[3]
- Beta II : Version agrandie du Beta I[3].